# Museu da Imigração do Estado de São Paulo

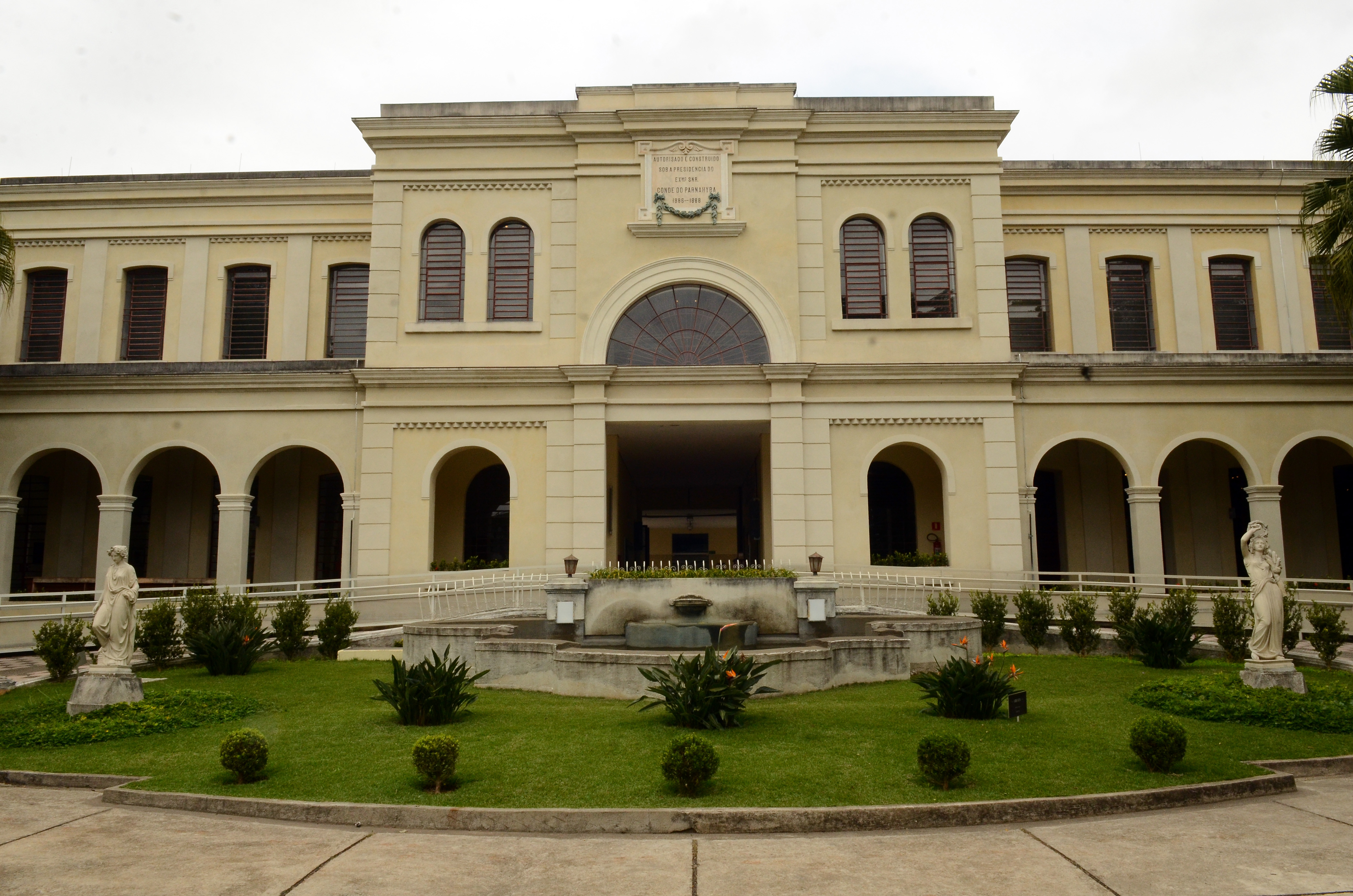
Museu da Imigração, 2017

Das Museu da Imigração do Estado de São Paulo in São Paulo in der Rua Visconde de Parnaíba wurde 1993 in dem ehemaligen Immigrantenwohnheim Hospedaria dos Imigrantes gegründet. Dort wird hauptsächlich die Einwanderung nach Brasilien dargestellt.

## Geschichte
Das Immigrantenwohnheim Hospedaria dos Imigrantes diente ab 1887 als Unterkunft für ankommende Migranten. Dort gab es eine Arbeitsvermittlung, ein Siedlungsbüro sowie ein Spital und ein Post- und Telegrafenamt. Ab 1930 waren dort auch brasilianische Binnenmigranten untergebracht. 1978 wurde das Heim geschlossen. 1982 wurde es zum nationalen Denkmal erklärt und 1986 darin ein historisches Zentrum zur Immigration errichtet. 1993 wurde das Immigrationsmuseum gegründet das 2010 renoviert und 2014 wieder eröffnet wurde.

## Ausstellung

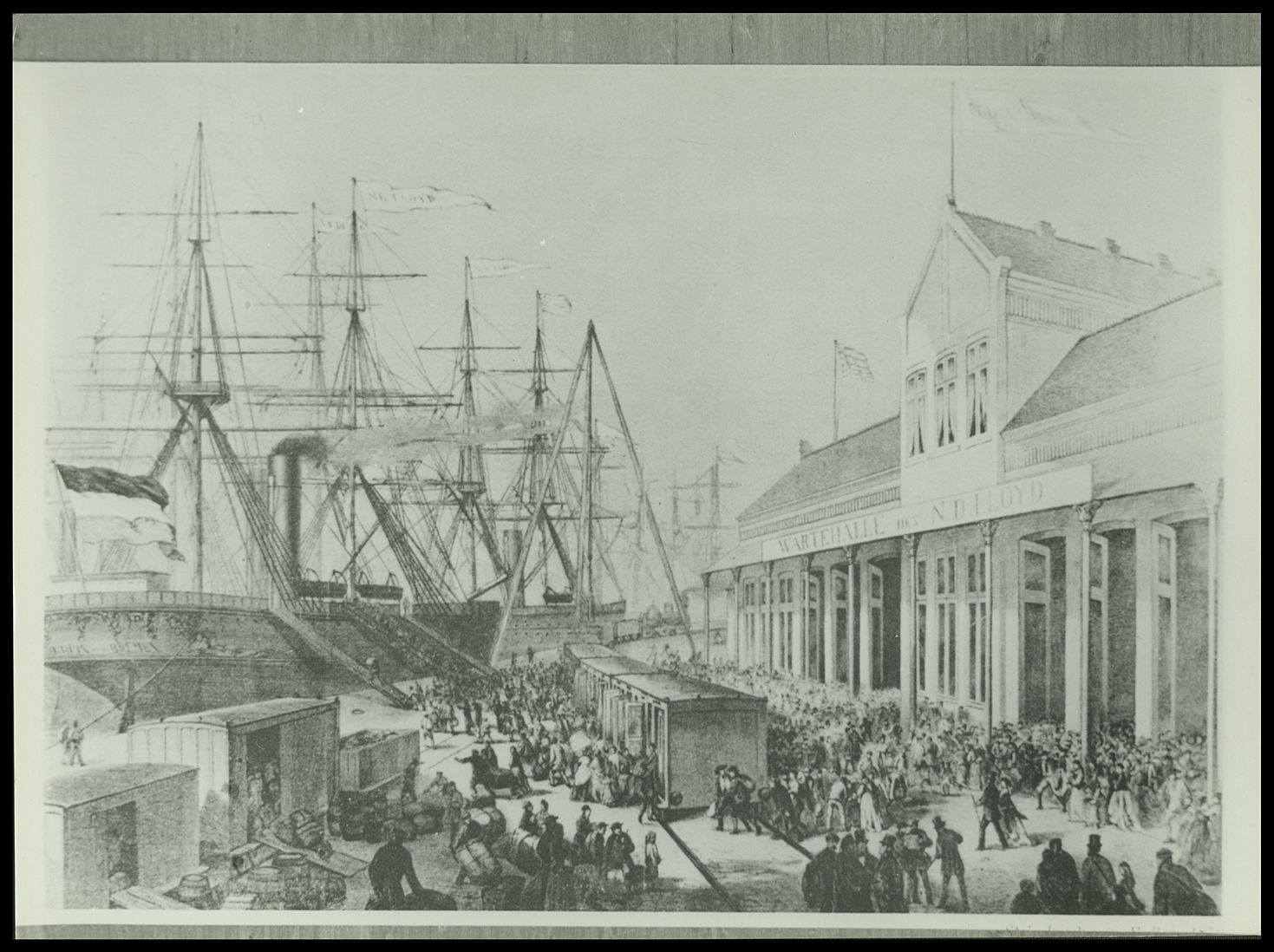
Ausstellungsbild: Abfertigungshalle Norddeutscher Lloyd, Bremen ca. 1870

Ziel ist es die Erinnerung an die zahlreichen Einwanderer unterschiedlicher Nationalität zu bewahren, die das Wohnheim durchliefen und dann über Jahre Gemeinschaften bildeten, die heute den Staat Brasilien darstellen. Dabei wird das Zusammentreffen von Menschen unterschiedlichster Herkunft mit ihren unterschiedlichen Reiseumständen und Arbeitsmöglichkeiten und ihr Beitrag zur Errichtung von São Paulo dargestellt. Auch die Entwicklung der historischen Migration bis zu den heutigen Wanderungsbewegungen wird aufgegriffen.

## Veröffentlichungen
- Museu da Imigração do Estado de São Paulo: Imigração alemã no Brasil. Memorial do Imigrante, São Paulo 2000.